# Nonville (Vosgos)
 Nonville  es una población y comuna francesa, en la región de Lorena, departamento de Vosgos, en el distrito de Épinal y cantón de Monthureux-sur-Saône.

## Demografía
| 172 | 167 | 141 | 150 | 155 | 144 |
| Para los censos de 1962 a 1999 la población legal corresponde a la población sin duplicidades (Fuente: INSEE [Consultar]) |     |     |     |     |     |